# Tageslichtatelier

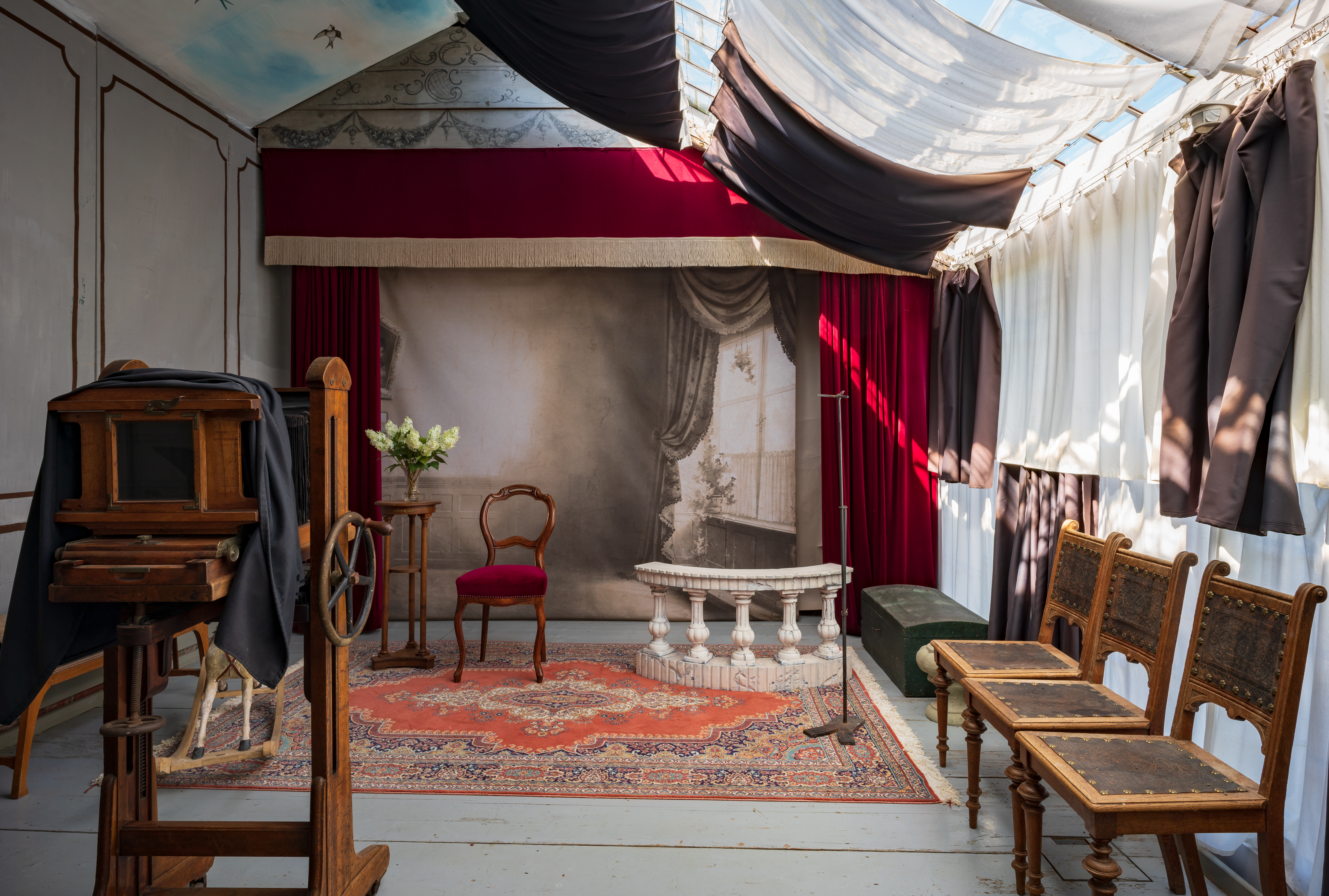
Tageslichtatelier im Freilichtmuseum Beuren

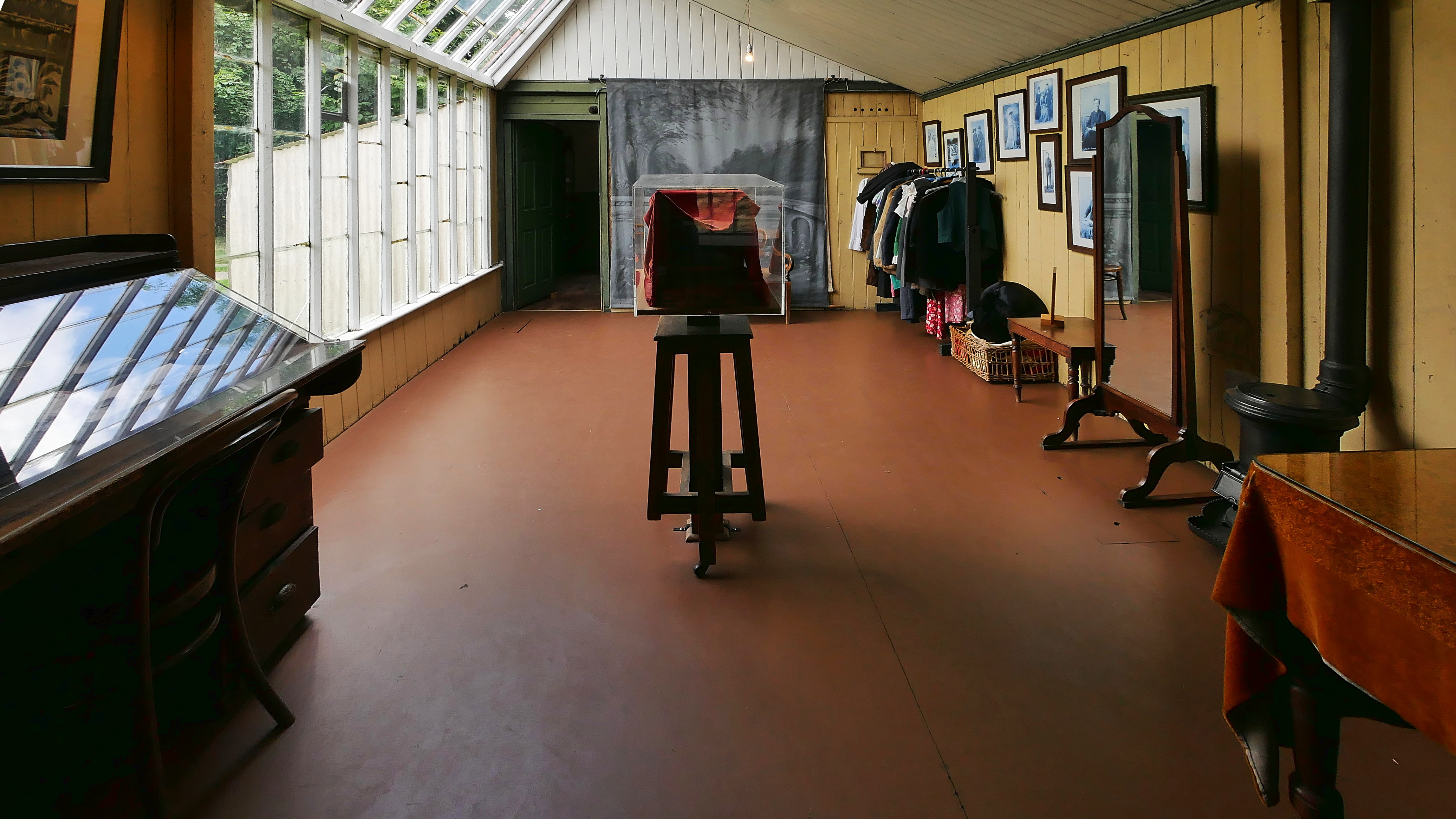
Tageslichtatelier im Ryedale Folk Museum

Tageslichtatelier nennt man heute historische Fotoateliers, die ab etwa 1850 in unterschiedlichen Formen entstanden und im Aufbau mit gläsernen Gewächshäusern vergleichbar waren. Fotografen erhielten dadurch die Möglichkeit, nicht mehr nur im Freien, sondern in wettergeschützter Umgebung arbeiten zu können. Die Glasflächen der meisten Tageslichtateliers waren nach Norden ausgerichtet, um die Nachteile direkten südlichen Lichteinfalls zu vermeiden.
Da in den Anfangstagen der Fotografie noch keine elektrische Stromversorgung bestand, konnte auch noch kein künstliches Scheinwerferlicht erzeugt werden. Fotografen waren für die professionelle Arbeit bis in die Zeit um 1900 auf die Nutzung des Tageslichts angewiesen.
Das älteste heute in Europa noch existierende freistehende originale Tageslichtatelier wurde 1889 in Kirchheim unter Teck eröffnet. Es konnte im Jahr 1999 durch die Versetzung ins Freilichtmuseum Beuren (Kreis Esslingen) gerettet werden, seit 2003 kann es dort besichtigt werden. Etwas jünger ist das Atelier des Fotografen William Hayers (1871–1940), das 1902 ursprünglich in Monkgate errichtet wurde und heute im Ryedale Folk Museum besucht werden kann.
Ein weiteres historischen Tageslichtatelier ist seit 2010 im LWL-Freilichtmuseum Detmold zu besichtigen.
In Wien 7, Museumstraße 5, befindet sich das 1909 gegründete Tageslichtatelier von Franz Xaver Setzer und Marie Karoline Tschiedel. Es wurde bis 1979 als Photoatelier genutzt und ist bis heute – als Museum und Ausstellungsort – nahezu im Originalzustand erhalten.